# Zanclostathme elbursalis
Zanclostathme elbursalis är en fjärilsart som beskrevs av Max Wilhelm Karl Draudt 1938. Zanclostathme elbursalis ingår i släktet Zanclostathme och familjen nattflyn. Inga underarter finns listade i Catalogue of Life.